# Pi-Chacán

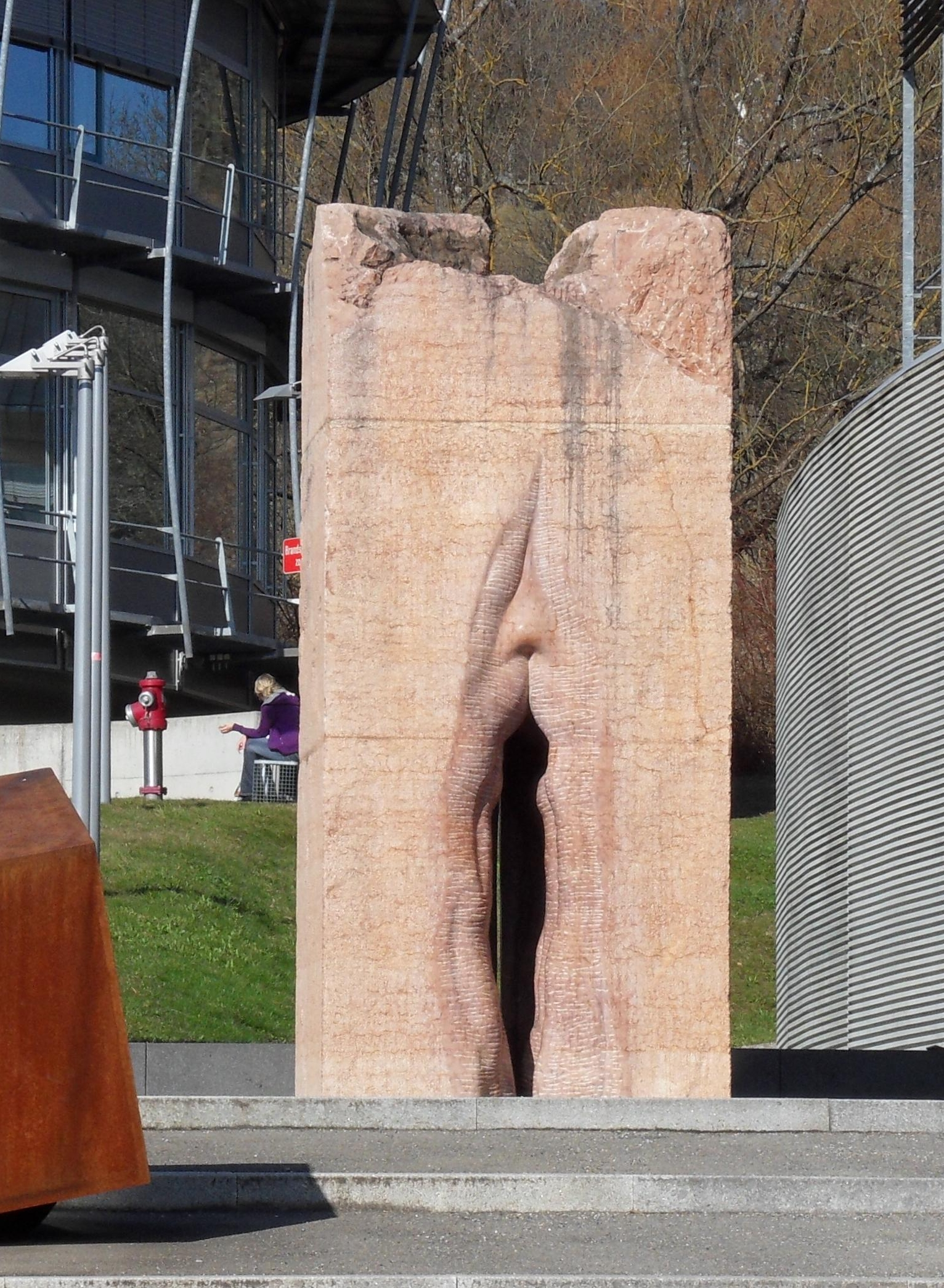
雕塑正面

Pi-Chacán（又作Chacán-Pi）是秘鲁艺术家费尔南多·德·拉·哈拉创作的雕塑，2001年起坐落于德国图宾根大学微生物学与病毒学研究所外。
该雕塑重达32吨，长、宽、高分别为1.7×1.7×4.2米，以维罗纳大理石制成，造型则模仿女阴。其名称源于秘鲁土著克丘亚语，chacán为“水从大型岩石或山中穿过的地方”或“做爱”之意。Pi则取自希腊字母π，其形似门或女阴。